# Lee Bonis
Lee Bonis (Portadown, 3 augustus 1999) is een Noord-Ierse voetballer die als spits speelt voor Chesterfield FC en het Noord-Ierse nationale team.

## Clubcarrière
Bonis doorliep de jeugd  van Portadown FC. Hij begon zijn volwassen carrière bij de amateurs in Noord-Ierland, met periodes bij Portadown BBOB en Seagoe, waarbij hij laatstgenoemde hielp de Alan Wilson Cup te winnen. In 2019 tekende hij voor de Ierse League-club Portadown, de club waar hij al vanaf jonge leeftijd fan van was.
Voor de tweede helft van het seizoen 2021-2022 tekende hij voor de Noord-Ierse Premier League-club Larne. Hij werd twee maal kampioen met Larne, in 2022/23 en 2023/24. Door de kampioenschappen mochten er kwalificatiewedstrijden voor de UEFA Champions League en UEFA Conference League worden gespeeld. Bonis speelde wedstrijden tegen HJK Helsinki, RFS Riga, St Joseph's FC en KF Ballkani. Bonis speelde 111 wedstrijden voor Larne, en scoorde daarin 54 keer.

### ADO Den Haag
Op 12 augustus 2024 tekende Bonis een tweejarig contract bij de Nederlandse Eerste Divisieclub ADO Den Haag voor een kwart miljoen. Hij debuteerde op 23 augustus tegen FC Volendam (2-1). Op 27 september scoorde hij zijn eerste doelpunt, tegen Jong FC Utrecht (1-1). Een week later maakte hij een hattrick tegen TOP Oss (5-1). 
Eind juni werd bekend dat Lee Bonis na één seizoen Den Haag alweer ging verlaten. Hij tekende een contract bij het Engelse Chesterfield FC, uitkomende in de League Two.

## Interlandcarrière
In 2023 werd Bonis voor het eerst opgeroepen voor het nationale voetbalteam van Noord-Ierland. Hij debuteerde op 12 december 2024 tegen Wit-Rusland (0-0).

## Statistieken
| Seizoen | Club            | Competitie     | Competitie | Competitie | Beker | Beker | Overig | Overig | Totaal | Totaal |
| Seizoen | Club            | Competitie     | Wed.       | Dlp.       | Wed.  | Dlp.  | Dlp.   | Dlp.   | Wed.   | Dlp.   |
| ------- | --------------- | -------------- | ---------- | ---------- | ----- | ----- | ------ | ------ | ------ | ------ |
| 2019/20 | Portadown FC    | Championship   | 26         | 15         | 0     | 0     | 0      | 0      | 26     | 15     |
| 2020/21 | Portadown FC    | Premiership    | 35         | 14         | 0     | 0     | 0      | 0      | 35     | 14     |
| 2021/22 | Portadown FC    | Premiership    | 20         | 3          | 3     | 2     | 0      | 0      | 23     | 5      |
| 2021/22 | Larne FC        | Premiership    | 16         | 7          | 2     | 2     | 0      | 0      | 18     | 9      |
| 2022/23 | Larne FC        | Premiership    | 34         | 15         | 6     | 1     | 2      | 0      | 42     | 16     |
| 2023/24 | Larne FC        | Premiership    | 35         | 17         | 8     | 9     | 4      | 2      | 47     | 28     |
| 2024/25 | Larne FC        | Premiership    | 0          | 0          | 1     | 1     | 3      | 0      | 4      | 1      |
| 2024/25 | ADO Den Haag    | Eerste divisie | 35         | 11         | 1     | 1     | 2      | 0      | 38     | 12     |
| 2025/26 | Chesterfield FC | League Two     | 0          | 0          | 0     | 0     | 0      | 0      | 0      | 0      |
| Totaal  | Totaal          | Totaal         | 201        | 81         | 21    | 16    | 11     | 2      | 231    | 99     |

Bijgewerkt op 30 juni 2025.

## Erelijst
Larne FC
- NIFL Premiership (2): 2022-23,[7] 2023-24[8]
- County Antrim Shield (3): 2021-22,[9] 2022-23,[10] 2023-24[11]
- NIFL liefdadigheidsschild: 2024

Individueel
- NIFL Premiership-team van het seizoen: 2023-24